# Gabriele Caleca
Gabriele Caleca (Roma, 28 gennaio 1970) è un ex giocatore di calcio a 5 italiano.

## Carriera
Caleca muove i suoi primi passi nel calcio a 5 disputando il primo campionato di serie A nell'Opel Helios (1989-90). L'anno seguente si trasferisce al Torrino dove rimarrà per tre stagioni. Con la maglia del Torrino S.C. vince tre Coppe Italia consecutive ed il suo primo Scudetto nella stagione 1992-93 in finale contro la BNL Calcetto, squadra nella quale si trasferirà l'anno seguente. È proprio durante gli anni trascorsi al Torrino che Caleca viene soprannominato dal presidente Roberto Sordini "il Puma" per la sua rapidità sotto porta.
Durante le stagioni nella BNL calcetto, Caleca vince tre scudetti consecutivi e una Coppa dei Campioni. In totale disputa cinque finali scudetto, due finali di Coppa Campioni e una finale di Coppa Italia. Nella stagione 1998-99 Caleca si trasferisce all'Intercart Genzano e l'anno seguente alla Lazio calcio a 5. Con i biancocelesti, il Puma disputa 2 stagioni e sfiora la vittoria del campionato perdendo in finale proprio contro la sua ex squadra il Genzano.
L'anno seguente approda nuovamente alla BNL calcetto centrando la semifinale play-off, persa con lo Stabi Amalfi, e la finale di Coppa Italia persa con il Prato. Seguono una stagione al Perugia, l'ultima di serie A, una stagione alla Real Aversa serie A2, una al Ceccano serie B, una alla Tecnocar Latina in serie C1, tre al Real Fiumicino dove passa dalla serie C2 alla serie A2. Per la stagione sportiva 2011-2012 Caleca si accorda con l'Olimpus in serie C1.

### Nazionale
Caleca ha giocato 80 partite e realizzato 58 reti nella nazionale italiana, con cui ha disputato il campionato europeo 1996 e, nello stesso anno, il Mondiale in Spagna dove gli azzurri sono stati eliminati nel girone del secondo turno comprendente Spagna, Russia e Belgio. Ha partecipato poi ad altri due campionati europei: nel 1999 Caelca ha conquistato la medaglia di bronzo mentre nel 2001 l'Italia ha chiuso quarta.
Caleca ha giocato anche a quattro campionati mondiali universitari di calcio a 5 collezionando una medaglia d'oro (1990) e due medaglie di bronzo. Come riconoscimento per la sua militanza di undici anni nella nazionale italiana, il 4 luglio 2017, la sua maglia numero 11 è stata esposta nella teca dedicata alla nazionale di calcio a 5 all'interno del Museo del Calcio a Coverciano.

## Palmarès

### Competizioni nazionali
- Campionato italiano: 4

Torrino: 1992-1993
BNL Roma: 1994-1995, 1995-1996, 1996-1997
- Coppa Italia: 3

Torrino: 1990-1991, 1991-1992, 1992-1993

### Competizioni internazionali
- European Champions Tournament: 1

1995-1996